# HD 125040
Désignations
HD 125040 est une étoile binaire de la constellation du Bouvier. Elle apparaît comme un point lumineux faible près de la limite inférieire de perception à l'œil nu, avec une magnitude apparente combinée de 6,25. Le système est situé à une distance d'environ 106 al du Soleil d'après les mesures de parallaxe, mais il se rapproche avec une vitesse radiale de −7 km/s. Il a un mouvement propre élevé, traversant la sphère céleste à une vitesse angulaire de 0,164 seconde d'arc an-1.
C'est John Herschel qui a signalé pour la première fois qu'il s'agissait d'une étoile double en 1830. Les étoiles gravitent l'une autour de l'autre avec un demi-grand axe de 122 UA, une période de révolution d'environ 956,6 années et une excentricité orbitale de 0,53. Leur masse combinée est environ le double de celle du Soleil. Le composant A est une étoile jaune-blanc de la séquence principale avec un type spectral F8V. Le système est une source d'émission de rayons X.